# 爆胎

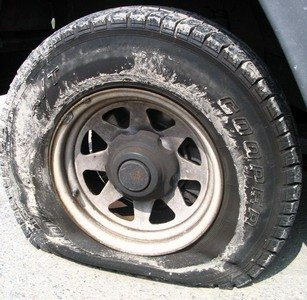
爆胎

爆胎是指汽车、自行车、飞机起落架等的轮胎破裂，内部的空气外漏。被外来尖锐物品等刺破而导致的轮胎内的空气洩漏称之为「扎胎」。

## 概要
由于现在的轮胎的制作技术与材料的运用等有了极大的提高，绝大部分的情况下爆胎的原因不会是充气过足等导致的内部气压过高，而是由于气压过低而导致车胎变形，在车向前行驶的时候，轮胎会产生皱纹，这个皱纹会随着车胎的滚动而在车胎上面不断的移动。当这个移动持续一定的时间后，轮胎会由于过度疲劳而产生爆裂。当车胎严重磨损消耗，胎体变薄并且车胎气压比制定气压高，持续的高速行驶会导致胎体升温，其内部气体温度也随之升高，因此气压升高之后，也会有很大的爆胎几率。另外，长时间的放置，与存放不合理的情况下，车胎上会产生裂纹，裂纹出现之后会逐渐的变宽变大，也会导致爆胎。

## 爆胎時應對
高速行驶的车容易爆胎，而且爆胎后会瞬间失去平衡，车体开始出现大幅度摇晃，很有可能导致严重的交通事故。当出现这种情况的时候，冷静的稳住方向盘，慢慢稳住车身，急于拉回方向盘的话会导致车体摆动幅度的加大，一边用降档一边慢慢踩住刹车，将车停到安全的地方。摩托车的爆胎会导致摩托车在一瞬间翻倒，因此经常检查车胎的健康程度是很重要的。
如果发现扎胎，当车胎是内胎式的情况下，内胎一旦受损，空气会在瞬间泄露，只有停車修補、換上備胎，或等待拖吊车的救援到来。但是，如果是无内胎式的车胎的话，很多情况下不把异物（例如钉子等）拔出的话，空气不会马上泄露，可以较慢的速度开到就近的店铺进行车胎的修补或更換。

## 另見
- 失壓續跑胎
- 備胎